# Hermann Schmid (Maler)
Hermann Schmid (genannt Steffelmaler; * 18. Februar 1870 in Steyr; † 24. November 1945 in Neumarkt im Hausruckkreis) war ein österreichischer Maler.

## Leben und Werk

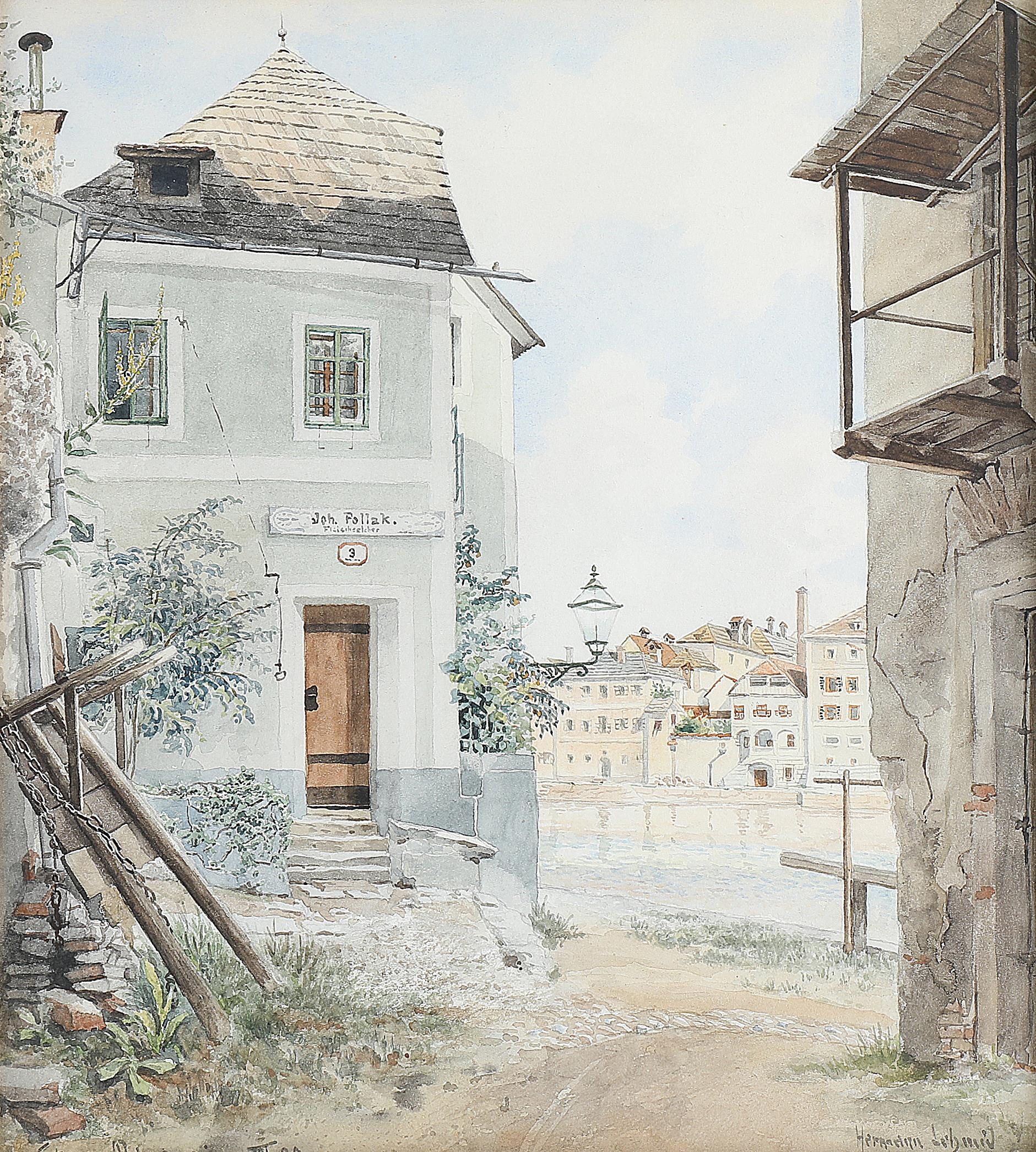
Steyr, Ortsquai, Aquarell auf Papier, 1908

Der Sohn des Schuldirektors Ignaz Schmid absolvierte das Gymnasium in Linz und besuchte anschließend die Lehrerbildungsanstalt in Wien. Nach Ablegen der Lehrbefähigungsprüfung 1892 unterrichtete er ab 1893 an einer Wiener Volksschule. Bei Vincenz Havlicek erlernte er die Malerei, ab 1917 war er Zeichenprofessor an der Lehrerinnen-Bildungsanstalt in Döbling. 1922 ließ er sich pensionieren, um sich ganz der Kunst zu widmen. Bereits 1905 und 1906 stellte er im Atelier der Künstlerin Therese Kratky in Steyr aus, es folgten zahlreiche weitere Ausstellungen in Wien und Steyr. Ab 1913 war er Mitglied der Genossenschaft der bildenden Künstler Wiens (Künstlerhaus) und des Wiener Albrecht-Dürer-Bundes. Schmid schuf insbesondere Aquarelle mit Ansichten aus Steyr, Linz und Wien. 1917 wurde er von Kaiser Karl I. mit dem Goldenen Verdienstkreuz ausgezeichnet.

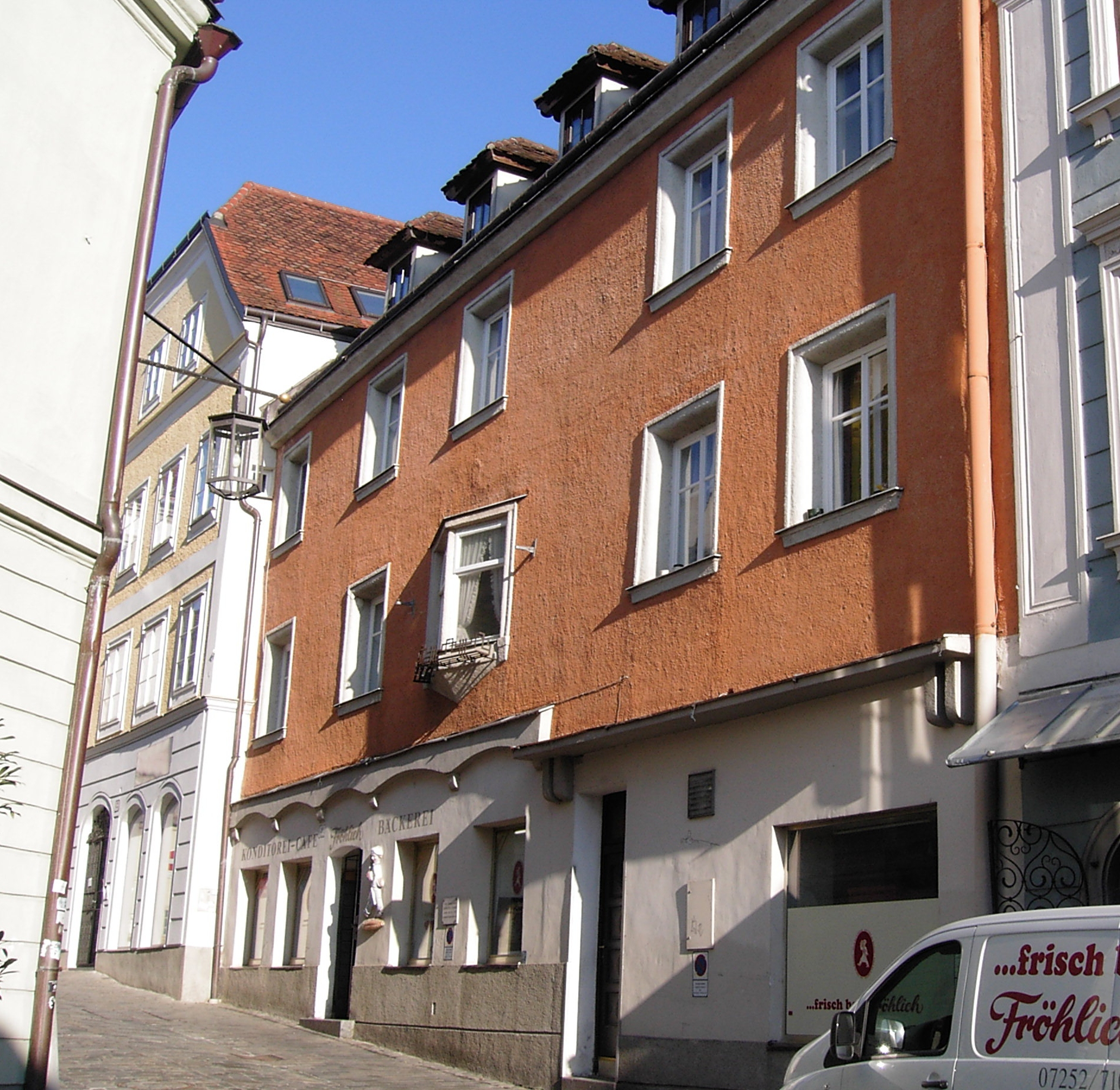
Geburtshaus Kirchengasse 20 in Steyrdorf/Steyr

Seine letzten Lebensjahre verbrachte er in Neumarkt im Hausruckkreis, wo er auch 1945 starb. Beigesetzt wurde er auf dem Taborfriedhof in Steyr. In Steyr erinnern außerdem eine Gedenktafel an seinem Geburtshaus und die 1992 benannte Hermann-Schmid-Straße an ihn.
Den Beinamen Steffelmaler erhielt er, weil er zahlreiche Ansichten des Wiener Stephansdoms, im Volksmund Steffel, malte. Diese Ansichten zeigen den Dom oft aus ungewöhnlichen, der Öffentlichkeit nicht zugänglichen Perspektiven, wie von Hausdächern.

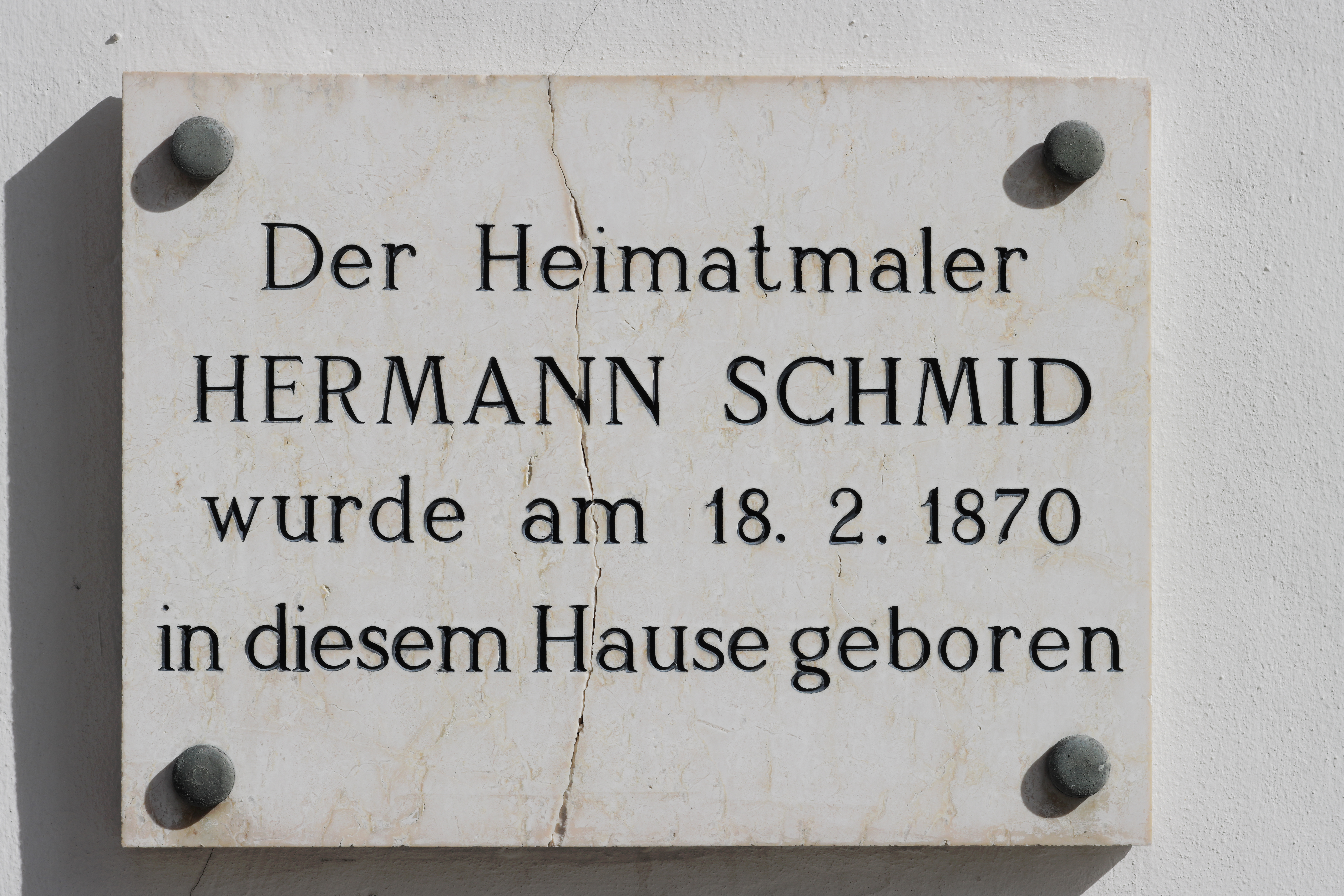
Gedenktafel am Geburtshaus